# Экард, Иоганн Готфрид
Иоганн Готфрид Экард или Экхардт (нем. Johann Gottfried Eckard (Eckhardt); 21 января 1735, Аугсбург — 24 июля 1809, Париж) — французский пианист и композитор германского происхождения.
Ученик Карла Филиппа Эммануэля Баха. С 1758 года жил и работал в Париже и был одним из первых во Франции пропагандистов нового музыкального инструмента — фортепиано. В своих сочинениях, среди которых наибольшее значение имели Шесть сонат (1763), пытался синтезировать немецкую строгость формы с парижским салонным изяществом. Считается, что музыка Экарда произвела впечатление на юного Моцарта, посетившего Париж в 1763—1764 гг., и отразилась на построении его первой клавирной сонаты; кроме того, в юношеском Третьем концерте Моцарта одна из частей построена на части из сонаты Экарда.